# Owoce pojedyncze
Owoce pojedyncze – rodzaj owoców które powstają tylko z jednej zalążni. Jeżeli w kwiecie występuje kilka słupków, z każdego z nich może rozwinąć się pojedynczy owoc. W zależności od tego czy owocnia w czasie dojrzewania pozostaje sucha czy świeża i soczysta dzieli się je na suche i mięsiste. Te suche z kolei dzieli się na pękające i niepękające i tutaj kryterium jest to czy dojrzała owocnia otwiera się i wysypuje nasiona (w niepękających pozostaje zamknięta). 
Owoce mięsiste są zwykle rozsiewane przez zwierzęta, które zjadają je ze względu na soczystą owocnię mającą walory odżywcze i smakowe. Owocnia ulega strawieniu, natomiast nasiona przechodzą przez przewód pokarmowy bez utraty zdolności do kiełkowania.
Wśród owoców suchych pękających można wyróżnić mieszek, strąk, torebkę i łuszczynę, a wśród niepękających orzech i ziarniaka. Do mięsistych zalicza się m.in. pestkowiec i jagodę.